# Erechthias hyperacma
Erechthias hyperacma är en fjärilsart som beskrevs av Edward Meyrick 1915. Erechthias hyperacma ingår i släktet Erechthias och familjen äkta malar. Inga underarter finns listade i Catalogue of Life.